# Quatre Frères
Pour plus de détails, voir Fiche technique et Distribution.
Quatre Frères (Four Brothers) est un film américain réalisé par John Singleton et sorti en 2005.

## Synopsis
Un soir, Evelyn Mercer est abattue dans un braquage d'un supermarché à Highland Park. À l'enterrement, ses quatre fils adoptifs (deux Blancs, deux Noirs) — Bobby, Angel, Jeremiah et Jack Mercer — se retrouvent après s'être perdus de vue pendant plusieurs années. Ils emménagent dans la maison d'Evelyn où ils ont passé leur enfance à Détroit. L'ainé, Bobby, malfrat et ancien joueur de hockey sur glace renvoyé pour violence, souhaite en savoir plus et cherche à se venger, malgré les réticences de Jeremiah et les mises en garde d'un ami d'enfance, Green, devenu lieutenant de police. Les quatre frères vont alors, à leur manière, prendre les choses en main. Défiant la police, ils commencent à fouiller de fond en comble leur vieux quartier, cherchant les responsables de la mort de leur mère.

## Fiche technique
Sauf indication contraire, les informations mentionnées dans cette section peuvent être confirmées par la base de données cinématographiques IMDb,  présente dans la section « Liens externes ».
- Titre français : Quatre Frères
- Titre original : Four Brothers
- Réalisation : John Singleton
- Scénario : David Elliot et Paul Lovett
- Décors : Keith Brian Burns
- Costumes : Ruth E. Carter
- Photographie : Peter Menzies Jr.
- Montage : Bruce Cannon et Billy Fox
- Musique : David Arnold et Ed Shearmur
- Production : Lorenzo di Bonaventura, Erik Howsam et Ric Kidney (de)
- Société de production : Di Bonaventura Pictures
- Distribution : United International Pictures (France), Paramount Pictures (France)
- Budget : 45 000 000 $
- Pays de production :  États-Unis
- Format : Couleurs - 35 mm - 1,85:1 - DTS / Dolby Digital
- Genre : thriller, drame, action
- Durée : 109 minutes
- Dates de sortie : 
  - États-Unis : 12 août 2005
  - Belgique, France, Suisse romande : 5 octobre 2005
- Classification[1] :
  - États-Unis : R
  - France : interdit aux moins de 12 ans

## Distribution
- Mark Wahlberg (VF : Bruno Choël ; VQ : Patrice Dubois) : Bobby Mercer
- Tyrese Gibson (VF : Bruno Henry ; VQ : Thiéry Dubé) : Angel Mercer
- André Benjamin (VF : Julien Kramer ; VQ : Jean-Luc Montminy) : Jeremiah Mercer
- Garrett Hedlund (VF : Franck Lorrain ; VQ : Philippe Martin) : Jack Mercer
- Terrence Howard (VF : Lucien Jean-Baptiste ; VQ : François L'Écuyer) : lieutenant Green
- Josh Charles (VF : Maurice Decoster ; VQ : Frédéric Paquet) : inspecteur Fowler
- Sofía Vergara (VF : Ethel Houbiers ; VQ : Isabelle Payant) : Sofi Mercer
- Fionnula Flanagan (VQ : Louise Rémy) : Evelyn Mercer
- Chiwetel Ejiofor (VF : Emmanuel Jacomy ; VQ : Marc-André Bélanger) : Victor Sweet
- Taraji P. Henson (VF : Nathalie Spitzer ; VQ : Isabelle Leyrolles) : Camille Mercer
- Barry Shabaka Henley (VF : Philippe Dumond ; VQ : Hubert Gagnon) : conseiller Douglas
- Conrad Bergschneider (VF : Bernard-Pierre Donnadieu) : Johnny
- Tony Nappo (en) (VF : Philippe Bozo) : Charlie
- Costin Manu (VF : Jean-Claude Sachot) : Maschur
- Pablo Silveira (VF : Cédric Dumond) : Samir
- Jernard Burks : Evan
- Kenneth Welsh : Robert Bradford
- Matthew Peart (VF : Nathanel Alimi) : Vic
- Shawn Singleton (en) : Victor Hoodlum
- Mpho Koaho (en) (VF : Emmanuel Garijo) : le leader du gang
- John Singleton : le gardien de hockey (caméo)
- Adam Beach (VF : Cédric Dumond ; VQ : François Godin) : Chef (non-crédité)

Sources et légendes : Version française (VF) sur Voxofilm et Version française (VQ) sur Doublage.qc.ca

## Production
Ethan Hawke, Matt Damon et Ben Affleck se sont vu proposer le rôle de Bobby Mercer. Ils ont décliné pour deux raisons différentes : le premier pour conflit d'emploi du temps tandis que les deux autres trouvaient l'histoire « trop violente ». Larenz Tate s'est vu proposer le rôle de Jeremiah Mercer. Dans la scène de hockey, le réalisateur John Singleton fait un caméo.
Le tournage a eu lieu à Détroit, mais également en Ontario au Canada (Hamilton, Mississauga, King City, Toronto).

## Bande originale
Liste des titres
1. The Jackson Five – Dancing Machine
2. Marvin Gaye – "T" Plays It Cool
3. The Four Tops – Shake Me, Wake Me (When It's Over)
4. The Temptations – Papa Was a Rollin' Stone
5. Marvin Gaye – Inner City Blues (Make Me Wanna Holler)
6. The Temptations – I Wish It Would Rain
7. The Undisputed Truth – Smiling Faces Sometimes
8. The Temptations – Cloud Nine
9. Marvin Gaye – Cleo's Apartment
10. The Temptations – Take A Look Around
11. Grover Washington, Jr. – Knucklehead
12. The Miracles – Do It Baby
13. Marvin Gaye – Trouble Man

Autres chansons présentes dans le film
- Somebody to Love de Jefferson Airplane
- Cloud Nine de The Temptations
- What U Gon' Do de Lil Jon & the East Side Boyz feat. Lil Scrappy
- Shallow de Porcupine Tree
- Get Back de Subway to Venus
- Oh Boy d'Eastside Chedda Boyz
- Plastic Jesus d'Ed Rush & George Cromarty
- Ride Out de Blade Icewood (en)
- Got That Fire Mycale
- Dum Da Dum de 2Xl
- Jesus Walks de Kanye West
- World's Gonna End de Josh Rifkin, Ben Levine, Chris Steele & Dave Hemann
- Brother's Gonna Work It Out de Willie Hutch
- La Lettre à Élise de Ludwig van Beethoven

## Sortie et accueil

### Critique
Dès sa sortie, Quatre Frères est moyennement accueilli par la critique anglophone, puisqu'il obtient 52 % d'avis positifs sur le site Rotten Tomatoes, sur la base de 134 commentaires et une note moyenne de 5.7⁄10 et un score de 49⁄100 sur le site Metacritic, sur la base de 31 commentaires.

### Box-office
En dépit d'un succès critique modéré, Quatre frères rencontre son public puisque, distribué dans une combinaison de départ de 2 533 salles, il parvient à se classer premier du box-office américain lors de son premier week-end d'exploitation avec 21 176 925 $ et parvient garder la tête du podium pour sa première semaine à l'affiche, dans la même combinaison de salles, avec 30 630 537 $. La semaine suivante, il se classe à la troisième place avec une augmentation de 116 salles à le diffuser, avec 47,5 millions de dollars. Le film parvient à atteindre les 60 millions de dollars de recettes en quatrième semaine, pour finir à la 56e place du box-office avec un total de 74 494 381 $ de recettes rien qu'aux États-Unis, pour un budget de production de 45 millions, après quinze semaines à l'affiche.
En France, le succès est relativement limité, se contentant de réunir 241 744 entrées.
| Pays ou région | Box-office      | Date d'arrêt du box-office | Nombre de semaines |
| -------------- | --------------- | -------------------------- | ------------------ |
| États-Unis     | 74 494 381 $    | 22 novembre 2005           | 15                 |
| France         | 241 744 entrées | -                          | -                  |
| Total mondial  | 92 374 674 $    | -                          | -                  |

## Commentaire
L'intrigue rappelle celle du western Les Quatre Fils de Katie Elder de Henry Hathaway, sorti en 1965, bien que le film de John Singleton ne soit pas officiellement un remake.